# المرقدة (الحديدة)

تعديل مصدري - تعديل

المرقدة هي إحدى قرى مديرية السخنة، التابعة لمحافظة الحديدة اليمنية، بلغ تعداد سكانها 1094 نسمة حسب الإحصاء الذي أجري عام 2004.